# シャルル・コナン・バニー
シャルル・コナン・バニー（Charles Konan Banny、1942年11月11日 - 2021年9月10日）は、コートジボワールの政治家。2005年12月7日から2007年4月4日までの同国首相を務めた。

## 経歴
1942年11月11日生まれ。1976年に西アフリカ諸国中央銀行 (BCEAO) に入行し、長年にわたって同銀行の様々な役職を務めた。1988年には、BCEAO総裁の特別顧問となった。BCEAO総裁のアラサン・ワタラがコートジボワールの首相になった後、バニーは1990年12月4日に臨時総裁となった。1993年12月22日、バニーは正式に総裁に任命され1994年1月1日から就任となった。1999年6月17日には、さらに6年の任期で総裁に再任されその任期は2000年1月1日からであった。
2005年12月5日、セイドゥ・ジャラに代わって、バニーが政権移行のためにコートジボワールの首相になることが発表された。その任期は、2006年10月の総選挙までのはずであったが、選挙は期日までに実施されず、ローラン・バグボ大統領の任期も1年延長されて、その間にバニーの権力も増大した。首相在任中、2005年12月から2007年4月にかけて経済・財政大臣も兼任していた。
バニーは首相に選任されていたため、大統領選挙に出馬することはできなかった。2007年3月の和平交渉の後、コートジボワール新勢力の指導者ギヨーム・ソロが月末に首相に指名され、4月4日付でバニーと交代した。
2021年9月10日、新型コロナウイルス感染症のためフランス・パリ近郊のヌイイ＝シュル＝セーヌにある病院で死去。78歳没。